# 福民街道 (抚顺市)
福民街道，是中华人民共和国辽宁省抚顺市新抚区下辖的一个乡镇级行政单位。2019年11月29日，将千金街道乐园社区西五街铁路以西部分行政区域划归福民街道管辖，将新抚街道大官社区千金路铁路以南部分行政区域划归福民街道管辖。

## 行政区划
福民街道下辖以下地区：
福民路社区、宏宇社区、铁北社区、星月社区、永达社区、园丁社区、新兴社区和千抚社区。